# Grający trener
Ten artykuł opisuje zagadnienie koszykarskie zgodne z normami FIBA.
Zasady w ligach NBA, NCAA lub innych mogą różnić się od tutaj przedstawionych.
Grający trener – funkcja pełniona przez kapitana drużyny w sytuacji, gdy:
- trener nie może pełnić swoich obowiązków i nie ma asystenta trenera[1][2],
- trener oraz asystent trenera nie mogą pełnić swoich obowiązków[1][2],
- drużyna nie ma trenera ani asystenta trenera[3].

Sytuacja zastąpienia trenera przez grającego trenera może nastąpić np. wtedy, gdy trener zostanie zdyskwalifikowany. Jeżeli drużyna od początku nie posiada trenera ani asystenta trenera, to kapitan drużyny będzie pełnił funkcję grającego trenera, a w protokole meczu w rubryce „trener” zostanie wpisane jego imię, nazwisko oraz skrót (KPT.). 
W przypadku, gdy kapitan opuszcza boisko z powodu dyskwalifikacji lub kontuzji uniemożliwiającej pełnienie obowiązków trenera, grającym trenerem zostaje zastępca kapitana. Jeżeli kapitan opuszcza boisko z innego powodu, nadal może pełnić funkcję trenera.
Funkcja grającego trenera została oficjalnie wprowadzona w przepisach gry w koszykówkę w roku 2017.